# Grape Creek
Grape Creek est une census-designated place située dans le comté de Tom Green, dans l’État du Texas, aux États-Unis. Elle comptait 3 154 habitants lors du recensement de 2010.
Grape Creek fait partie de l’agglomération de San Angelo.

## Source
- (en) Cet article est partiellement ou en totalité issu de l’article de Wikipédia en anglais intitulé « Grape Creek, Texas » (voir la liste des auteurs).